# 武藤資頼
武藤 資頼（むとう すけより）は、平安時代末期から鎌倉時代初期にかけての武将・御家人・守護。

## 出自
藤原道長の後裔と称し、代々が武蔵国に知行を持ち、武藤氏を称したという。さらに、鎮西豪族の興亡を記した戦記物によると、「左中将尾張守藤原長頼は、相伝の知行地である武州戸塚郷に下り、武藤中将と称した。その子頼氏は、八幡太郎義家に従って奥州に出陣し、寄懸の紋の旗を賜った」とある。これによれば、頼氏の子孫とする資頼は道長の後裔という説もある。

## 略歴
資頼は、初め平知盛の部将であったが、一ノ谷の戦いのおり知人の梶原景時を頼って投降し、三浦義澄に預けられ、後に赦されて源頼朝の家人となる。頼朝の嫡男・頼家の元服の式典において有職故実の指導をし、ついで奥州合戦に出陣し功を立て、出羽国大泉庄の地頭に任ぜられる。この在任期間中、修験道の本拠・羽黒山領を侵し、羽黒山衆徒と抗争する。
建久2年（1191年）には頼朝の命を受けて、平盛時と共に役人を伊勢国・志摩国二国に派遣し平家没官領を巡検させている。同建久年間、九州に派遣されて、猶父・頼平の甥に当たる大友能直と共に鎮西奉行に就任。さらに、肥前国、筑前国、豊前国、壱岐国、対馬国の守護となった。平家没官領のうち、筑前、筑後一円の大蔵氏流原田種直の所領3700町歩は、全て資頼の所領となった。
嘉禄2年（1226年）には大宰少弐職に任ぜられた。一介の御家人の身分でありながら、本来公家の官職である大宰少弐に任ぜられたのは資頼が初めてであった。大宰少弐職は資頼の子の資能に継承され、以降世襲となる。資能は少弐姓を称し、その子孫は北九州の名族の少弐氏として発展した。
なお、仁治3年（1242年）に、博多の承天寺は武藤資頼が円爾（弁円、聖一国師）を招聘して創建した[1]。創建にあたっての土地は武藤資頼が喜捨して、博多綱首の謝国明ら宋商人が多く援助した。そのため、武藤資頼の位牌と塑像が承天寺開山堂に安置されている。太宰府市の観世音寺の北にある観世音寺四十九子院跡のひとつといわれる安養寺の跡地の一角には、武藤資頼の墓と伝えられる五輪塔と少弐資能の供養塔（宝篋印塔）が並んで建っている。

## 資頼の官職
武藤資頼に与えられた官職 が多いため、簡潔にまとめる。
鎮西奉行(宰府守護所)…鎮西(九州)の御家人の指揮統制(鎌倉幕府任命)
守護職…筑前国、豊前国、肥前国、対馬国の守護(鎌倉幕府任命)
承久3年（1221年）の承久の乱後、
筑後守…筑後国司で行政・国衙領の支配(朝廷の官職)
大宰少弐(大宰府)
…九州（西海道）の管内を総管、対外交渉に加えて、非御家人の統括(朝廷の任命)